# Dương Hổ
Dương Hổ (chữ Hán: 阳虎), còn gọi là Dương Hóa (阳货), nguyên họ Cơ, là nhân vật chính trị, quân sự thời Xuân Thu trong lịch sử Trung Quốc.

## Gia thần họ Quý
Dương Hổ nguyên là công thất nước Lỗ, hậu duệ của Lỗ Hoàn công, thuộc dòng dõi họ Mạnh, một trong Tam Hoàn nước Lỗ. Thời Quý tôn Ý Như, ông được phong làm ấp tể họ Quý.
Năm 505 TCN, Quý Tôn Ý Như chết, con là Quý tôn Tư lên thay. Dương Hổ đang làm ấp tể, lấn át Quý tôn Tư để nắm quyền chính (kể cả tham gia chính sự nước Lỗ).
Quý tôn Tư có người bề tôi là Trọng Lương Hoài có hiềm khích với Dương Hổ. Dương Hổ muốn đuổi Trọng Lương Hoài, nhưng Công Sơn Phất Nữu ngăn lại nhưng ông không nghe. Mùa thu năm ấy, Dương Hổ bắt Trọng Lương Hoài. Quý tôn Tư nổi giận định trị tội Dương Hổ. Dương Hổ liền bắt giam Quý tôn Tư, ép ăn thề với mình, rồi mới tha ông ta ra. Từ đó Dương Hổ nắm hết quyền chính họ Quý.
Dương Hổ biết Khổng Tử ở nước Lỗ, sai người đến nhà mời. Khổng Tử không muốn giúp ông, bèn chọn lúc ông đi vắng mới tới gặp.
Năm 504 TCN, Dương Hổ đem quân đánh nước Trịnh, chiếm được đất Khuông. Trên đường rút lui, Dương Hổ không thông báo với Vệ Linh công mà hành quân gần kinh đô nước Vệ. Vệ Linh công tức giận, sai Di Tử Hà truy kích quân Lỗ. Sau nhờ có đại phu nước Vệ là Công thúc Văn tử hòa giải, Vệ Linh công mới lui quân, giảng hòa với nước Lỗ.

## Chống lại Tam Hoàn
Dương Hổ liên kết với gia thần họ Thúc là Công Sơn Phất Nữu muốn diệt trừ Tam Hoàn, lấy Quý Ngụ thay họ Quý, Thúc tôn Triếp thay họ Thúc còn mình thay họ Mạnh. Gia thần họ Mạnh là Công Liễm Xử Phụ biết mưu của Dương Hổ, nói với Mạnh tôn Vô Kị (Mạnh Ý tử) nên phòng bị. Mạnh tôn Vô Kị mộ ba trăm tráng sĩ, giả làm gia nô để đề phòng.
Dương Hổ đưa Quý tôn Tư lên xe đi tế lễ và sai quân đuổi theo định giết chết. Quý tôn Tư nhờ người lái xe là Lâm Sở nên trốn thoát sang họ Mạnh. Mạnh tôn Vô Kị đã đề phòng, sai quân ra đánh giết Dương Việt.
Dương Hổ nghe tin Dương Việt thua trận bèn trở về, bắt Lỗ Định công và Thúc tôn Vũ thúc sang đánh họ Mạnh. Công Liễm Xử Phụ đem quân từ đất Thành ra cứu họ Mạnh, Dương Hổ thất bại, trốn sang nước Tề.

## Lưu lạc ở nước ngoài
Năm 502 TCN, Dương Hổ sang Tề xin Tề Cảnh công đánh Lỗ. Theo lời can của đại phu họ Bão, Tề Cảnh công không đáp ứng yêu cầu của Dương Hổ và bắt giam ông. Dương Hổ trốn thoát, chạy sang nước Tống. Tống Cảnh công cho ông ở ấp Khuông. Người ấp Khuông ghét Dương Hổ định giết chết. Dương Hổ chạy sang nước Tấn, nương nhờ Triệu Ưởng, quan thượng khanh họ Triệu. Triệu Ưởng giúp Dương Hổ, phong cho ở ấp Thích.
Mùa hạ năm 493 TCN, Vệ Linh Công mất, Tháng sáu, Triệu Ưởng đưa thái tử Khoái Hội vào thành Thích. Dương Hổ sai thái tử mang mũ trụ và tám người mặc đồ tang giả vờ đi từ nước Vệ đến đón thái tử, khóc và vào thành Thích, rồi ở đấy.
Sau không rõ năm nào, Dương Hổ qua đời ở nước Tấn.